# Louis Emmanuel Jadin
Louis Emmanuel Jadin (ur. 21 września 1768 w Wersalu, zm. 11 kwietnia 1853 w Montfort-l’Amaury) – francuski kompozytor.

## Życiorys
Pochodził z rodziny muzycznej. Ojciec, Jean Jadin, był skrzypkiem i członkiem kapeli królewskiej, brat Hyacinthe Jadin (1769–1802) pianistą, stryj Georges fagocistą. Muzyki uczył się u ojca, następnie wstąpił na służbę na dworze Ludwika XVI. W latach 1789–1792 był klawesynistą Théâtre Montansier w Paryżu, następnie od 1792 roku był kompozytorem Gwardii Narodowej. Uczył solfeżu (1796–1798), śpiewu (1802–1804) i fortepianu (1804–1816) w Konserwatorium Paryskim. W okresie restauracji (1814–1830) zatrudniony na dworze królewskim jako wychowawca paziów. W 1824 roku został odznaczony kawalerią Legii Honorowej.
Był autorem 27 oper, 3 symfonii koncertujących, dwóch symfonii na zespół instrumentów dętych oraz licznych pieśni i utworów o charakterze patriotycznym pisanych w czasie rewolucji i I Cesarstwa.